# Jules Margottin
'Jules Margottin' est un cultivar de rosier hybride remontant obtenu par Margottin père à Bourg-la-Reine en 1853. Il doit son nom au fils de l'obtenteur, Jules Margottin né en 1842 et futur pépiniériste. Ce rosier est issu d'un semis de 'La Reine' (Laffay, 1842).

## Description
Il s'agit d'un rosier au buisson épineux fort vigoureux de 125 cm à 180 cm de hauteur et de 90 cm d'envergure qui donne au printemps de grandes roses (90 pétales) d'un carmin vif, plus éclatant au cœur. Leur pourtour (+ 41 pétales) est en forme de coupe. Elles sont parfumées. La floraison est ensuite remontante,.
La  zone de rusticité est de 6b à 9b, 'Jules Margottin' est donc résistant aux froids de l'hiver. Ce rosier doit être traité éventuellement contre le mildiou.
L'on peut admirer cette variété ancienne toujours très prisée à la roseraie du Val-de-Marne de L'Haÿ-les-Roses.

## Descendance
Le rosier 'Jules Margottin' a donné naissance à l'hybride remontant 'Victor Verdier' (Lacharme, 1859), à l'hybride remontant de couleur blanche 'Madame Lacharme' (Lacharme, 1872,), à l'hybride remontant 'Madame Gabriel Luizet' (Liabaud, 1877), à l'hybride remontant 'Comte Adrien de Germiny' (Lévêque, 1881), à l'hybride remontant 'Alphonse Soupert' (Lacharme, 1884), au polyantha blanc 'Mademoiselle Bertha Ludi' (Pernet-Ducher, 1891) et à l'hybride de thé 'Frau Oberhofgärtner Singer' (Lambert, 1908).